# Mirosław Ziętarski
Mirosław Ziętarski (Ciechocin, 9 marzo 1993) è un canottiere polacco.

## Biografia
Ha rappresentato la Polonia ai Giochi olimpici estivi di Rio de Janeiro 2016 nel quattro di coppia in cui si è classificato 4º con Mateusz Biskup, Wiktor Chabel e Dariusz Radosz.
Ai mondiali di Sarasota 2017 e Ottensheim 2019 ha conquistato rispettivamente l'argento e il bronzo nel due di coppia.
Ha fatto la sua seconda apparizione olimpica a Tokyo 2020 nel due di coppia, dove sempre con Mateusz Biskup, si è piazzato 6º.
Si è laureato campione iridato ai mondiali di Račice 2022 assieme a Dominik Czaja, Mateusz Biskup e Fabian Barański. Con la stessa formazione ha vinto il bronzo ai mondiali di Balgrado 2023.
Alle Olimpiadi di Parigi 2024 conquista la medaglia di bronzo nel quattro di coppia.

## Palmarès
- Giochi olimpici

Parigi 2024: bronzo nel 4 di coppia;
- Mondiali

Sarasota 2017: argento nel 2 di coppia;
Ottensheim 2019: bronzo nel 2 di coppia;
Račice 2022: oro nel 4 di coppia;
Balgrado 2023: bronzo nel 4 di coppia;
- Europei

Račice 2017: argento nel 2 di coppia;
Lucerna 2019: oro nel 2 di coppia;
Monaco di Baviera 2022: argento nel 4 di coppia;
Bled 2023: oro nel 2 di coppia;